# John Joseph Abercrombie
John Joseph Abercrombie, ameriški general, * 4. marec 1798, † 3. januar 1877.